# Vélodrome de Varembé
Le vélodrome de Varembé est un vélodrome situé à Genève, en Suisse.

## Histoire
Le vélodrome de Varembé est sans doute le premier construit en Suisse. Inauguré à Genève le 15 mai 1892, il se situait à l'endroit où se trouve actuellement le stade de Varembé. Il est, au moment de sa mise en service, un des plus grands d'Europe. Il a été détruit en 1951.

## Spécifications
Le vélodrome était doté d'une piste cyclable en ciment, dont la longueur totale était de 500 mètres, pour une largeur comprise entre 6 et 7 mètres. Les deux lignes droites avaient une longueur de 140 mètres, et les deux virages un développement de 110 mètres chacun. L'inclinaison des virages était de l'ordre de 30 %. En face de l'arrivée s'élevait une tribune pour spectateurs qui abritait aussi une buvette et divers locaux : remises, bureaux, vestiaires, salles de douches, etc..